# COTL1
COTL1 (англ. Coactosin like F-actin binding protein 1) – білок, який кодується однойменним геном, розташованим у людей на короткому плечі 16-ї хромосоми. Довжина поліпептидного ланцюга білка становить 142 амінокислот, а молекулярна маса — 15 945.
| 10         |  | 20         |  | 30         |  | 40         |  | 50         |
| ---------- |  | ---------- |  | ---------- |  | ---------- |  | ---------- |
| MATKIDKEAC |  | RAAYNLVRDD |  | GSAVIWVTFK |  | YDGSTIVPGE |  | QGAEYQHFIQ |
| QCTDDVRLFA |  | FVRFTTGDAM |  | SKRSKFALIT |  | WIGENVSGLQ |  | RAKTGTDKTL |
| VKEVVQNFAK |  | EFVISDRKEL |  | EEDFIKSELK |  | KAGGANYDAQ |  | TE         |

A: Аланін

C: Цистеїн

D: Аспарагінова кислота

E: Глутамінова кислота

F: Фенілаланін

G: Гліцин

H: Гістидин

I: Ізолейцин

K: Лізин

L: Лейцин

M: Метіонін

N: Аспарагін

P: Пролін

Q: Глутамін

R: Аргінін

S: Серин

T: Треонін

V: Валін

W: Триптофан

Кодований геном білок за функцією належить до шаперонів. 
Задіяний у такому біологічному процесі, як ацетилювання. 
Білок має сайт для зв'язування з молекулою актину. 
Локалізований у цитоплазмі, цитоскелеті, ядрі.